# Lilia Ludan
Lilija Anatolijiwna Ludan (ukrainisch Лілія Анатоліївна Лудан; * 2. Juni 1969 in Kiew) ist eine ukrainische Rennrodlerin.
Lilia Ludan betreibt Rennrodeln seit 1982, seit 1985 gehörte sie zunächst dem russischen, danach dem ukrainischen Nationalkader an. Sie nahm dreimal an Olympischen Winterspielen teil. 1998 wurde sie in Nagano 16., 2002 in Salt Lake City und 2006 in Turin belegte sie den sechsten Platz. Ihre besten Ergebnisse bei Weltmeisterschaften erreichte sie 2003 in Sigulda als Siebte und 2007 in Igls als Zehnte. Bei den Europameisterschaften 2000 in Winterberg wurde sie Neunte, 2002 in Altenberg Fünfte und 2006 in Winterberg Zehnte.
Im Rennrodel-Weltcup erreichte sie 2004/05 den zehnten Rang in der Gesamtwertung und 2005/06 wurde sie Achte. Mehrfach konnte sie sich in Einzelrennen unter den besten Zehn platzieren, Ränge auf dem Podium erreichte sie jedoch bislang nicht. Im Challenge-Cup 2006/07 belegte Ludan den siebten Rang in der Gesamtwertung. Bei den Weltmeisterschaften 2009 in Lake Placid konnte sie den 19. Platz erreichen.

## Statistik
| Wettkampf               | 1998 | 1999 | 2000 | 2001 | 2002 | 2003 | 2004 | 2005 | 2006 | 2007 | 2008 | 2009 |
| ----------------------- | ---- | ---- | ---- | ---- | ---- | ---- | ---- | ---- | ---- | ---- | ---- | ---- |
| Olympische Winterspiele | 16.  | -    | -    | -    | 6.   | -    | -    | -    | 6.   | -    | -    | -    |
| Europameisterschaft     | -    | -    | 9.   | -    | 5.   | -    | -    | -    | 10.  | -    | 9.   | -    |
| Weltmeisterschaften     | -    | -    | 13.  | 16.  | -    | 7.   | 18.  | 5.   | -    | 10.  | 9.   | 19.  |
| Gesamtweltcup           | -    | -    | 12.  | 13.  | -    | -    | 15.  | 10.  | 8.   | 11.  | 13.  | 17.  |
| Challenge-Cup           | -    | -    | -    | -    | -    | -    | -    | 6.   | 5.   | 7.   | 12.  | 12.  |